# فاميلي فيود
فاميلي فيود أو «صراع العائلات» باللغة العربية، برنامج مسابقات ترفيهي أمريكي الأصل من ابتكار مارك غودسون وبيل تودمان. انطلق في عام 1976 في الولايات المتحدة ومازال مستمر حتى اليوم، حيث عرضت ما يقارب 8500 حلقة منه، كما جرى عرضه في معظم دول العالم.

## فكرة البرنامج
- تدور فكرة البرنامج حول المنافسة بين عائلتين تتألف كل واحدة منهما من خمسة أفراد، تتواجهان وتتحديان بعضهما من خلال الإجابة عن أسئلة لها علاقة بالحياة اليومية، الاجتماعية، العملية والعائلية.
- الإجابات فهي نتيجة استطلاعات للرأي تم إعدادها خصيصا لهذا البرنامج حيث طرحت على مئة شخص من عامة الناس من قبل فريق مختص.
- سبعة أسئلة تفصل بين العائلتين عن الجولة النهائية.
- العائلة التي تجمع أعلى نسبة من النقاط المتطابقة مع نتائج أستطلاعات الرأي، تنتقل للجولة النهائية التي على شخصان من العائلة أن يجيبوا على خمسة أسئلة في مدة قدرها 20 ثانية وجمع 200 نقاطة من أجل الفوز بجائزة مالية أو عينية قيمة.
- كما تنتقل للحلقات التالية تبعا حتى تأتي عائلة أخرى وتحطم رقمهم القياسي في النقاط.

## النسخ العربية
عربيا أنتج خمسة نسخ منه وكلها محلية في لبنان، الجزائر، تونس والإمارات العربية المتحدة، العراق ، والسعودية. وتتميز النسخة الإماراتية بأن المنافسة تكون بين عائلة محلية وأخرى عربية مقيمة في البلاد.
| النسخة     | اسم البرنامج  | تقديم        | القناة                                               | سنة العرض       |
| ---------- | ------------- | ------------ | ---------------------------------------------------- | --------------- |
| الإماراتية | أحلى عيلة     | نايف النعيمي | قناة أبو ظبي الإمارات                                | 2011            |
| الجزائرية  | فاملتنا       | مهدي         | التلفزيون الجزائري، الجزائرية الثالثة وCanal Algérie | 2014            |
| التونسية   | إحنا هكا      | نزار الشعري  | تونس 7                                               | 2008            |
| اللبنانية  | كل ميلة عيلة  | سامر الغريب  | أم.تي.في                                             | 2003-1998       |
| الأردنية   | العيلة القوية | علي حمدان    | قناة المملكة الأردنية                                | 2019-الآن       |
| العراقية   | عائلتي تربح   | جواد الشكرجي | إم بي سي العراق                                      | 2019 - حتى الآن |
| السعودية   | تحدي العائلات | داود الشريان | إم بي سي 1                                           | 2020            |

## روابط خارجية
- فاميلي فيود على موقع IMDb (الإنجليزية)
- فاميلي فيود على موقع ميتاكريتيك (الإنجليزية)
- فاميلي فيود على موقع روتن توميتوز (الإنجليزية)
- فاميلي فيود على موقع قاعدة بيانات الفيلم (الإنجليزية)